# 菲洛梅娜
《菲洛梅娜》（英語：Philomena）是一部2013年英国导演斯蒂芬·费雷斯执导的剧情片，史蒂夫·库根编剧，朱迪·丹奇与史蒂夫·库根主演。入围第70届威尼斯电影节主竞赛单元，并获最佳编剧奖。
影片取材于记者马丁·思科史密斯于2009年发表的纪实文学报告，内容关于1950年代爱尔兰数千名未婚少女因被天主教会判定“堕落”而不得不与自己的孩子骨肉分离的真实事件。

## 剧情
讲述爱尔兰老妇菲洛梅娜在记者马丁的陪伴下，赴美国首都华盛顿特区，寻找自己年轻时被美国夫妇收养的儿子安东尼的故事。
1951年，年轻的菲洛梅娜未婚先孕，被父亲送至位于罗斯克里的修道院，在1952年7月生下一个儿子后，她与其他年轻女性还必须为修道院工作四年。
一天，其子安东尼与另一女孩玛丽被院长卖给了一对美国夫妇。从此儿子的音讯全无，如今（2002年）年老的菲洛梅娜想起儿子有50岁了，自己希望生前能见他一面。在其女儿的介绍下，菲洛梅娜认识了记者马丁，马丁想了解并写下这段历史故事，而菲洛梅娜需要马丁陪伴她去美国帮忙寻找儿子。
到了华盛顿特区后，两人发现安东尼改名为迈克尔，曾是里根政府的法律顾问，遗憾的是他因患上了艾滋病已于1995年8月病逝。菲洛梅娜为了了解更多儿子的信息，先后去找玛西亚（迈克尔同事）、玛丽（与迈克尔一起被领养的爱尔兰人）和皮特（迈克尔生前的伴侣），发现迈克尔生前也在寻找着母亲，并造访过罗斯克里修道院，由于修女欺骗他是母亲抛弃之的缘故，造成母子二人没能重逢。而迈克尔也最终选择葬在了那个修道院裡。
两人很快赶回去，马丁对 Hildegarde老修女故意拆散和欺骗母子二人的做法很生气，老修女则为自己坚守的天主教女性贞洁立场辩护，而菲洛梅娜此时原谅了修女，两人最后来到了迈克尔的墓地前看望之，菲洛梅娜告诉马丁要把这段故事写好后发表出来，以让世人能了解这段历史。

## 角色
- 茱蒂·丹契 - 菲洛梅娜·李，安东尼的母亲
  - Sophie Kennedy Clark - 年轻时的菲洛梅娜
- 史帝夫·庫根 - Martin Sixsmith，失意记者，曾在BBC工作，在白宫遇见过法律顾问迈克尔；后来写了一些俄国历史书籍
- Barbara Jefford - Hildegarde 修女
  - Kate Fleetwood - 年轻时的 Hildegarde 修女
- Sean Mahon - 邁克爾·赫斯，菲洛梅娜的亲生儿子，原名安东尼，位于华盛顿特区的大律师，曾任里根政府法律顾问，是名同性恋，1995年死于艾滋病，葬于修道院的墓地
- Mare Winningham - Mary Hess，与安东尼在小时候是好友，一起被美国夫妇所收养
- Michelle Fairley - Sally Mitchell
- Ruth McCabe -  Barbara 修女院院长
- Anna Maxwell Martin - Jane
- Peter Hermann - Pete Olson，Michael Hess生前的伴侣
- Simone Lahbib - Kate Sixsmith
- Amy McAllister - Anunciata 修女
- Cathy Belton - Claire 修女
- 烏米·馬薩庫 - 年轻修女 (现代)

## 评价
在威尼斯影展上，本片是收到掌声与笑声最多的影片，也成为场刊评分最高的影片。以诙谐对白擅长的导演“将英式冷幽默和人情之凝重间的关系处理得微妙得当，让观众时而开怀大笑，时而沉重叹息，抑或是笑着流泪，心酸着幸福。”女主角朱迪·丹奇亦憑此片提名第86屆奧斯卡金像獎最佳女主角獎。
烂番茄新鲜度91%，媒体综评76分，获得广泛肯定。

## 票房
美国票房为3593万美元，全球累计近8500万美元。

## 奖项
第71届金球奖
- 最佳戲劇類影片提名
- 最佳戲劇類電影女主角提名：茱蒂·丹契
- 最佳剧本提名：史蒂夫·库根、Jeff Pope

第20屆美國演員工會獎
- 最佳女主角提名：茱蒂·丹契

伦敦影评人协会奖
- 年度英国女演员：茱蒂·丹契

第11屆愛爾蘭電影電視獎
- 電影類最佳國際女演員：茱蒂·丹契

第67届英国电影学院奖
- 最佳影片提名：Gabrielle Tana、史蒂夫·库根、Tracey Seaward
- 最佳英国影片提名：斯蒂芬·费雷斯、Gabrielle Tana、史蒂夫·库根、Tracey Seaward、Jeff Pope
- 最佳改编剧本：史蒂夫·库根、Jeff Pope
- 最佳女主角提名：茱蒂·丹契

第86屆奧斯卡金像獎
- 最佳影片提名
- 最佳女主角提名：茱蒂·丹契
- 最佳改编剧本提名：史蒂夫·庫根、Jeff Pope
- 最佳配乐提名：Alexandre Desplat